# ベイヤード・ヴェイラー
ベイヤード・ヴェイラー（Bayard Veiller、1869年1月2日 - 1943年1月16日）は、アメリカ合衆国の映画監督、脚本家、劇作家。

## 作品
- 拾三番目の椅子
- 無電非常線
- 血と悪魔
- 放送ビルディング
- 坊やが盗まれた
- 追いつめられた女
- 闇の法廷
- アルセーヌ・ルパン
- 戦く幻影
- 女賊ガーティー
- 暴露戦術
- 法に追われて
- 四つの顔の女
- シャーロック・ブラウン
- 腕力主義
- 善人の群
- 白魚賊
- 画家の妻
- 気味悪き女
- 十三番目の椅子